# Aburina jucunda
Aburina jucunda är en fjärilsart som beskrevs av Karsch 1896. Aburina jucunda ingår i släktet Aburina och familjen nattflyn. Inga underarter finns listade i Catalogue of Life.